# Batalla de Junín
La batalla de Junín fue uno de los últimos enfrentamientos que sostuvieron los ejércitos realistas y patriotas en el proceso de la independencia del Perú, el 6 de agosto de 1824.

## Antecedentes
En aquellas fechas Simón Bolívar, entonces presidente de la República de Colombia y con el título de Libertador de ese país, acudió a la llamada del Congreso del Perú, para continuar la guerra de emancipación del Perú, ya iniciada por José de San Martín cuatro años antes, en 1820. El protector del Perú había formado el Ejército Unido Libertador del Perú y promovido el surgimiento de la República Peruana y negociado con Bolívar antes de retirarse. No obstante, tras el Motín del Callao, Bolívar ordenó la retirada general del ejército de Colombia en dirección hacia la frontera norte del Perú, enviando órdenes a las tropas colombianas para reagruparse en Huamachuco (en la sierra) y Trujillo (en la costa). Ordenó que el repliegue general se hiciera devastando el territorio peruano, talando los campos, secuestrando el ganado, y bajo una política general de tierra quemada, destruyendo cualquier recurso de los pueblos peruanos para que no pudiera servir de sustento. Lo que Tomás de Heres había venido a llamar «guerra a la colombiana». A los departamentos del Perú ocupados por su ejército les exigió el dinero, además de la contribución sangre, para pagar el sueldo íntegro del ejército colombiano.
La situación estratégica cambió en el curso del año 1824. El Ejército Real del Perú sin ninguna ayuda desde la sublevación de Riego y aislados de España gracias a la exitosa campaña naval peruana, a duras penas se sostenía aún en la sierra peruana. A esto se añadió la rebelión de Olañeta en el Alto Perú que desencadenó una guerra doméstica que les obligó a combatir en dos frentes. Al norte, Bolívar tenía en su ejército más de 10 000 hombres, en su mayoría colombianos y peruanos, menos de 1000 chilenos y una centena de jinetes rioplatenses. Su número era equivalente al número de realistas, pero las tropas realistas estaban desperdigadas entre el valle del Mantaro y Alto Perú. La sublevación en el Alto Perú del general realista Pedro Antonio Olañeta fracturó la defensa del virreinato, y obligó al virrey José de la Serna a luchar contra su antiguo subordinando en el Alto Perú y mandó una parte importante de sus ejércitos, al mando de Gerónimo Valdés, unos 5000 veteranos que tenían su base en Puno, denominado «Ejército del Sur» con el objetivo de asegurar la base andina de recursos militares. José de Canterac, veterano de la guerra en Venezuela, que contaba con 6.000 efectivos según los cálculos independentistas, estaba en desacuerdo con el virrey, y le advertía de los peligros de dividir sus fuerzas, desgastarlas y dar esta evidente ocasión a Bolívar.  
Bolívar, conocedor de esta ventaja, carteándose con Olañeta, aprovechó la oportunidad, y en junio de 1824 enfiló su ejército de 12.000 efectivos y seis piezas de artillería hacia la sierra central del Perú, para aislar a las solitarias fuerzas realistas del general Canterac, denominado «Ejército del Norte». Restando los desertores y enfermos, la fuerza que finalmente alcanzó a cruzar la cordillera andina y presentarse en Junín fue de 8.000 soldados y 1000 jinetes, y a ellos hay que añadir unos 1500 montoneros, que formaron una pantalla de guerrillas.  A estas fuerzas hay que sumar la movilización de miles de civiles peruanos enganchados forzosamente en largas filas de cargadores siguiendo al paso del ejército, amenazando con fusilar a quienes demoraran la columna o no aportaran el acopio de víveres. Ante la resistencia de los pobladores frente a la imposición de los militares, el coronel Aldao propuso «fusilar a todos los —peruanos— que no sean decididos por la causa justa de América». Sucre le responde «Tome Ud. medidas duras».

## Desarrollo
La batalla se desarrolló en la pampa de Junín o también llamada la Meseta de Bombón, situada en el centro del Perú en el actual departamento de Junín a orillas del lago llamado Junín o Chinchaycocha que está situado a 4000 m s. n. m. La planicie está ubicada en la región natural de la puna o altoandina, entre los distritos de Junín, Óndores y Carhuamayo de la región Junín y el distrito de Ninacaca de la región Pasco.

## Orden de batalla
La batalla de Junín se desarrolló únicamente con caballerías usando armas blancas, con bajas significativas. El resultado tuvo gravísimas consecuencias en la campaña que representa la contramarcha desde Cerro de Pasco hasta el Cuzco. La más grave consecuencia fue la casi desaparición del ejército realista del norte debido a las deserciones y la enorme perdida de material de guerra durante su retirada.

## La Batalla de Junín

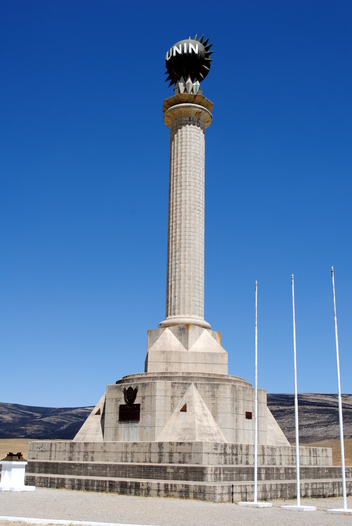
Obelisco de Chacamarca, ubicado en la Provincia de Junín, Perú.

### Preludio
El 2 de agosto Simón Bolívar pasó revista a su ejército, compuesto por 7900 soldados de infantería, 1000 de caballería y seis piezas de artillería, en el llano de Rancas y les dirigió estas elocuentes palabras:

¡Soldados! Vais a completar la obra más grande que el cielo ha encomendado a los hombres: la de salvar un mundo entero de la esclavitud.
¡Soldados! Los enemigos que van a destruir se jactan de catorce años de triunfos. Ellos, pues, serán dignos de medir sus armas con las de ustedes, que han brillado en mil combates.
¡Soldados! El Perú y la América toda aguardan de ustedes la paz, hija de la victoria, y aún la Europa liberal les contempla con encanto porque la libertad del Nuevo Mundo es la esperanza del Universo. ¿La burlarán? No. No. Ustedes son invencibles.
Simón Bolívar

El 6 de agosto el ejército de Canterac, formado por 1300 jinetes, y entre menos de 6000- 7000 infantes y nueve piezas de artillería, marchaba apresuradamente alrededor del lago Junín tratando de evitar el combate con Bolívar. Esa tarde el Ejército Unido había cruzado el río Grande, a la altura de Rumichaca, al llegar a una elevación pudieron observar al ejército realista en plena retirada, acercándose a la llanura de Junín.

### Embestida de la caballería realista
Bolívar ordenó a 900 jinetes de su caballería intentar detener a los realistas, mientras la infantería, que aún se encontraba a 5 kilómetros de distancia, los alcanzaba. Viendo esto, Canterac ordenó a su infantería continuar la retirada y poniéndose el mismo a la cabeza de sus jinetes, desplegó su caballería en batalla, ordenando que los "Húsares de Fernando VII" y los "Dragones del Perú" formaran una sola línea teniendo a los "Dragones de la Unión" en columna a los dos flancos para favorecer el envolvimiento de la caballería patriota. 
El terreno era estrecho, la caballería destacada por Bolívar marchaba en columnas por un espacio angosto entre un cerro y un pantano. El mando general de toda ella lo ejercía el general Mariano Necochea, el de la caballería colombiana el coronel Lucas Carvajal y el de la peruana el general Guillermo Miller. Encabezando la formación iba el regimiento de Granaderos de Colombia comandado por Otto Philipp Braun, seguido por el escuadrón de Granaderos de los Andes al mando de Alejo Bruix, el regimiento de Húsares de Colombia del coronel Laurencio Silva y el regimiento de Húsares del Perú del coronel Antonio Placencia. La caballería independentista salió del trecho por el que venía y comenzó a desplegarse en la pampa, pero cuando únicamente los "Granaderos de Colombia" habían formado en línea de batalla, fue cargada por la caballería realista, mientras el tercer escuadrón de "Húsares del Perú" aguardaba en la quebrada de Chacamarca su turno para entrar en la línea.

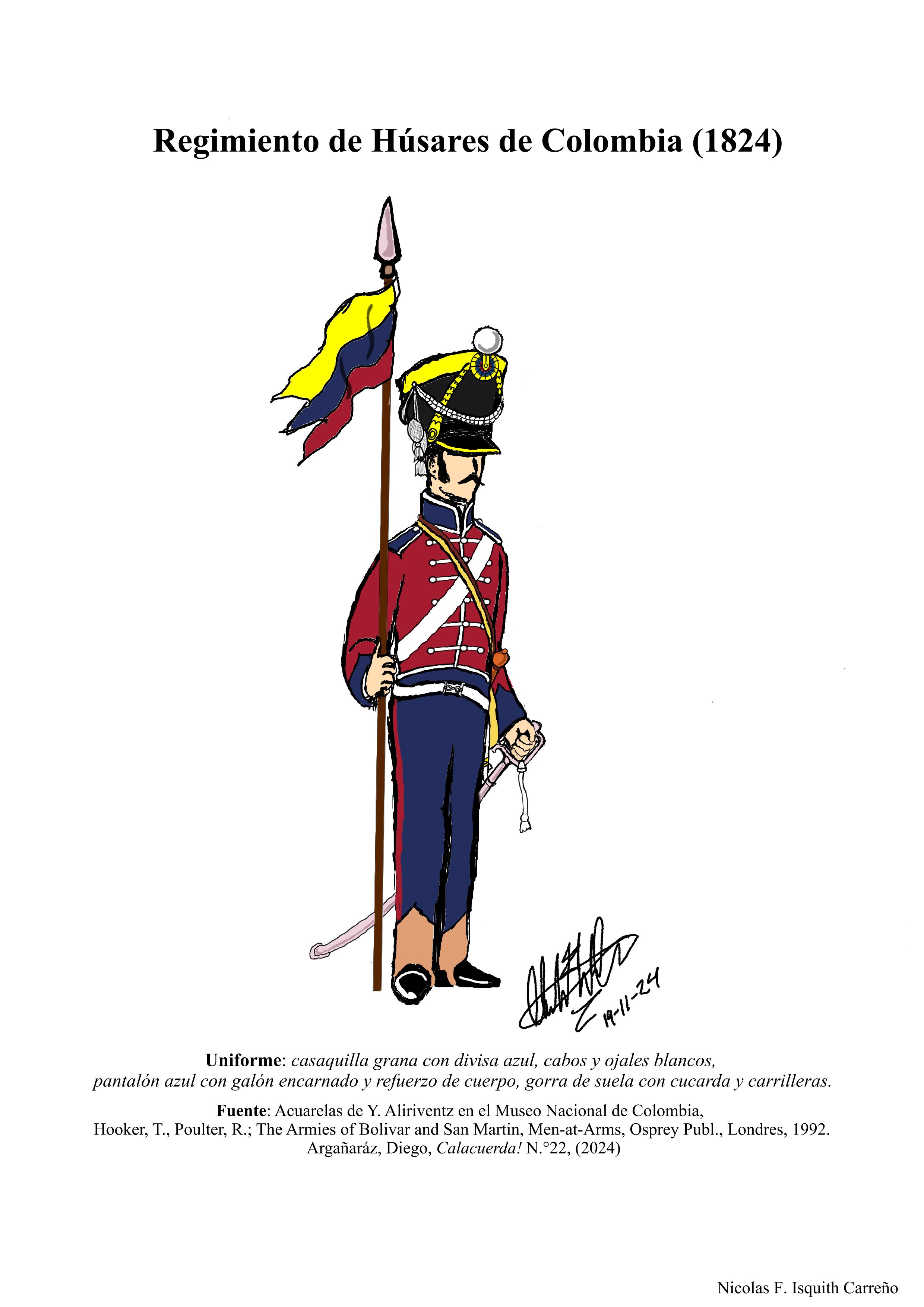
Uniforme del Regimiento de Húsares de Colombia

Los "Granaderos de Colombia" y "Granaderos de los Andes" fueron los primeros en desembocar por el abra e inmediatamente iban formándose en línea de combate. Desmontaron y recibieron a pie firme el choque de la caballería española enristrando sus largas lanzas a modo de picas, esperando el ataque realista. El general Miller, que conducía a 250 "Húsares del Perú", con la misión de desbordar la derecha de Canterac, no pudo ejecutar esta maniobra por lo precipitado del ataque realista, y hubo de cargar de frente, siendo envuelto junto a los "Granaderos de los Andes" y los "Húsares de Colombia" que mandaba el general Necochea, quien herido y desmontado fue hecho prisionero. Únicamente una parte de los "Granaderos de Colombia", al mando del mayor Braun, lograron abrirse paso entre las filas contrarias, quedando en posición ventajosa, mientras que el resto de la caballería patriota se replegaba perseguida por la realista. Al presenciar el crítico momento, el general Bolívar, que junto a su estado mayor había estado observando el combate sobre una loma, a orilla del lago, se retiró a retaguardia, preocupándose en reunir los dispersos de su caballería y acelerar la marcha de la infantería. Es entonces que es alcanzado en dicho lugar por el general Jacinto Lara, quien conducía la primera de las divisiones patriotas, ocurriendo el siguiente diálogo entre ambos, según refiere el coronel Manuel Antonio López, en ese entonces ayudante del estado mayor, en sus recuerdos sobre la campaña:

(...)Cuando el general reunía nuestros maltrechos jinetes, llegó el general (Lara) y le preguntó:
 -¿Qué hay, general? 
-Qué ha de haber, respondió el Libertador, que nos han derrotado nuestra caballería.
 -¿y tan buena así es la del enemigo?
 -Demasiado buena, cuando ha derrotado la nuestra, replicó Bolívar.
 -¿Quiere usted que yo vaya a dar una carga con esta caballería? (propuso Lara señalando a los arrollados)
 -No (concluyó el Libertador), porque eso sería quedarnos sin caballería para concluir la campaña.(...)
La Batalla de Junín, Recuerdos Históricos del coronel Manuel Antonio López

### Carga decisiva del Húsares del Perú

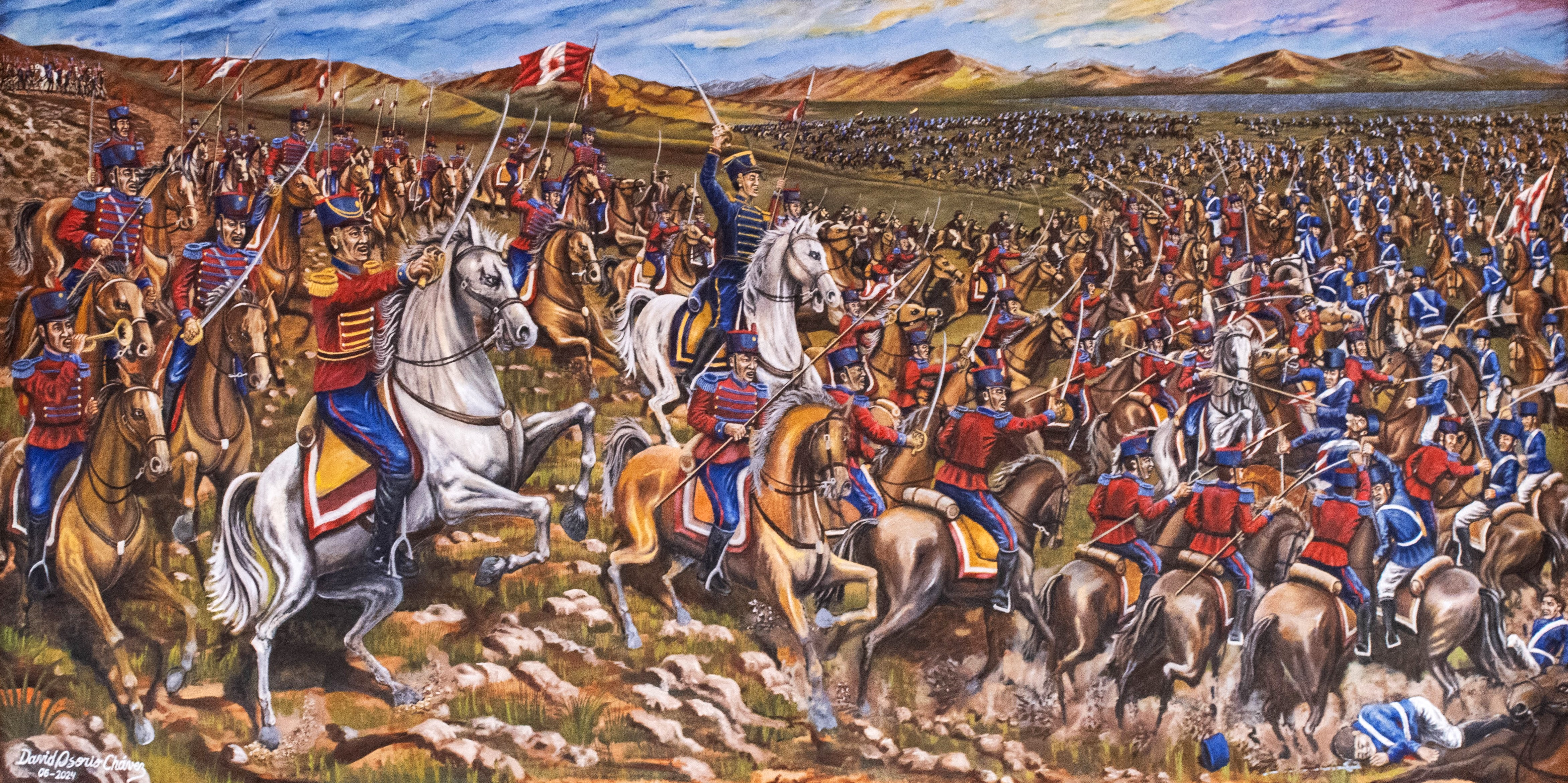
Batalla de Junín, Rázuri y la carga de los húsares del Perú. Óleo de Pedro David Osorio Chávez.

Empeñados todos los escuadrones realistas en la persecución de un enemigo al que creían derrotado, perdieron su cohesión inicial, sin percatarse que aún quedaba sin entrar en batalla el primer escuadrón de Húsares del Perú, al mando del coronel Manuel Isidoro Suárez. El flanco izquierda y retaguardia de los realistas quedaron expuestos, y en ese momento, el mayor José Andrés Rázuri comunicó a Suárez una falsa orden del general José de la Mar, dada a éste por Bolívar, de cargar a la caballería realista que galopaba en persecución de los patriotas. Ordenada y dirigida la carga por Suárez, los realistas fueron tomados completamente desprevenidos y masacrados. El grueso de la caballería patriota al mando de Miller, quien había tomado el mando general por la captura de Necochea, volvió grupas para regresar al ataque, distinguiéndose en esta parte de la batalla el coronel Silva quien rápidamente reorganizó a los Húsares de Colombia impidiendo que los realistas lograran rodearlos.

Ya los independientes habían sido arrollados; a pesar de su arrojo y decisión no habían podido resistir al terrible impulso de la caballería de los realistas; ya estos empezaban a entonar el himno de la victoria cuando dos escuadrones enemigos que estaban a retaguardia al mando del teniente coronel Suarez, se lanzaron sobre los vencedores que se hallaban asimismo en el mayor desorden y confusión mezclados con los vencidos. Reunidos estos con aquella masa de bronce que se hallaba en perfecta formación, cayeron de nuevo sobre los diseminados realistas, los acuchillaron horrorosamente, los obligaron a ponerse en pronta retirada, y les arrebataron el campo de batalla.
 Historiador español Mariano Torrente

Atacados por sorpresa y atrapados entre dos frentes patriotas, los realistas se desmoralizaron y volvieron grupas, sin que el general Canterac que en ese momento se encontraba al frente de sus jinetes pudiera advertir el motivo de este contraste que se realizaba "inesperadamente, sin que pudiera imaginar cual fue la razón" según informó después al virrey La Serna. Arrojados a la llanura y dispersos en grupos aislados, los realistas fueron derrotados tras un encarnizado combate librado solamente con armas blancas (sables y lanzas), sin que se registrase durante la acción disparo alguno. Por esto se le llamó "la Batalla silenciosa". Las compañías de infantería que Bolívar había mandado llamar arribaron al campo cuando la lucha había concluido.

### Final de la batalla

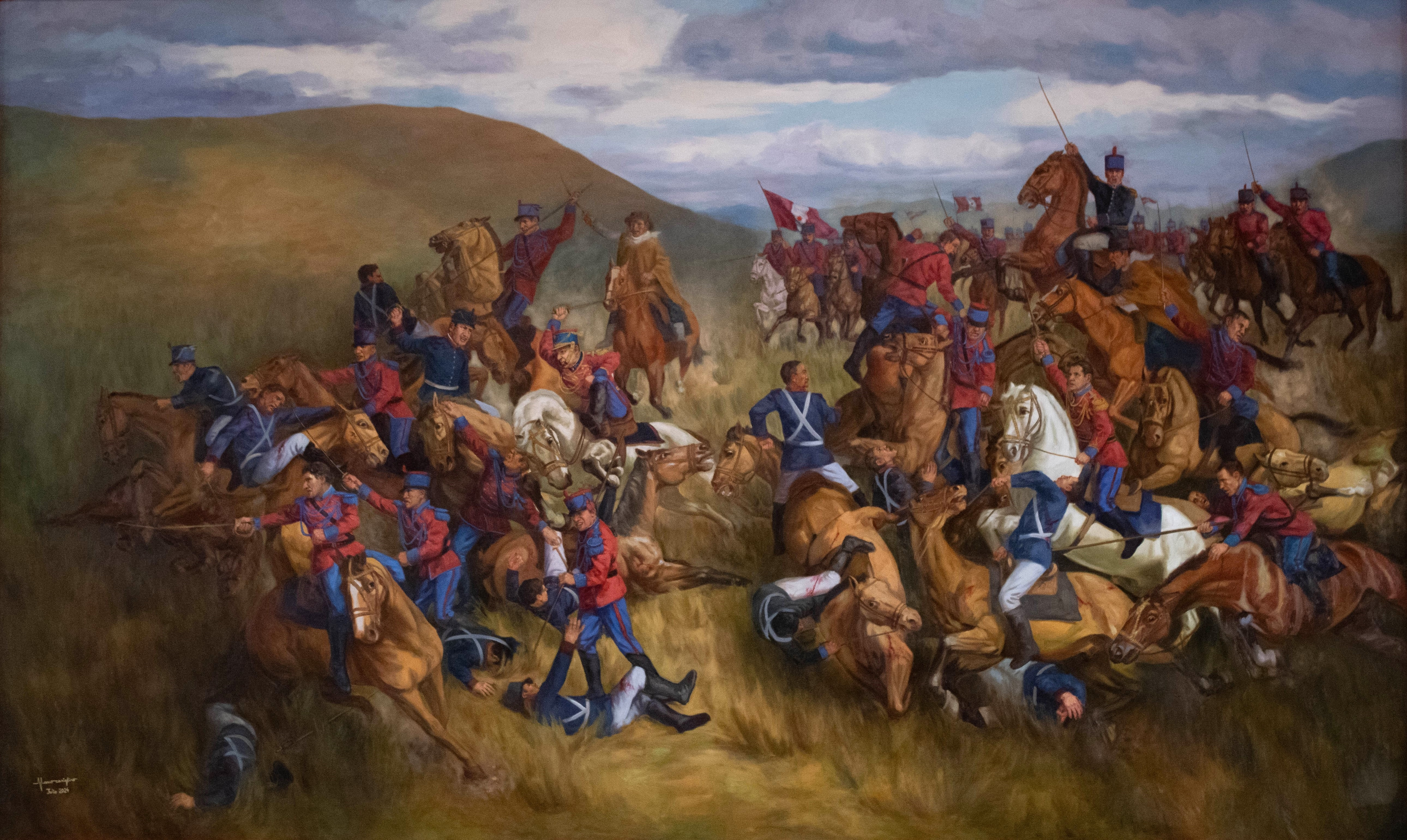
Victoria de la batalla de Junín. Óleo de Marcos Casimiro Ninahuanca.

Los jinetes del general Canterac fueron perseguidos hasta las filas mismas de su infantería, donde desoyendo las opiniones de algunos de sus oficiales, como la del coronel Dionisio Marcilla, quien había comandado la derecha y padecido menos, que sugerían reagruparse y volver al ataque. Canterac ordenó continuar la retirada con tal celeridad que en los veteranos e intactos batallones españoles se introdujo el más sensible desaliento. El entonces brigadier Andrés García Camba diría años más tarde que en Junín la brillante y engreída caballería del ejército realista perdió todo el favorable prestigio y la ventajosa reputación que había sabido adquirirse en las gloriosas campañas anteriores.
El Ejército Unido obtuvo una importante victoria. El resultado de esta batalla fue de 254 muertos y heridos y 80 prisioneros para el bando realista y de 148 soldados muertos y heridos (145 según el parte oficial) para el bando independentista y que según parte del general Andrés de Santa Cruz, Jefe del Estado Mayor del Ejército Unido, se encontraban divididos de la siguiente manera:
- Granaderos de Colombia: 13 muertos y 26 heridos.
- Ídem de los Andes: 8 muertos y 17 heridos.
- Húsares de Colombia: 2 muertos y 9 heridos.
- Primer Regimiento del Perú: 21 muertos y 46 heridos.
- Muerto un oficial edecán del general Miller.
- Total 45 muertos y 99 heridos.
- Aproximadamente 400 caballos realistas capturados por los independentistas.

En reconocimiento a la brillante acción de la caballería peruana, que tuvo el 46.5% de las bajas totales, el general Bolívar le cambió el nombre de Húsares del Perú por el de Húsares de Junín.
Todo el enfrentamiento duró aproximadamente cuarenta y cinco minutos a una altitud de 4100 metros sobre el nivel del mar. El triunfo en la Pampa de Junín haría renacer la moral entre el Ejército Unido.

## Consecuencias
El ejército realista había sido sorprendido durante su contramarcha desde Cerro de Pasco hacia Cuzco, y la destrucción de la caballería realista en las pampas de Junín forzó una retirada desordenada del Ejército del Norte, con las consecuentes pérdidas masivas de hombres y material, hasta que logró alcanzar a duras penas las márgenes del río Apurímac. Como resultado, la retirada tras la campaña de Junín provocó la destrucción casi total de sus unidades militares al llegar a Cuzco.

## Cita del parte oficial de la batalla, reconociendo oficiales

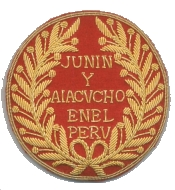
Escudo honorífico otorgado a los oficiales que participaron en la Campaña de Perú en 1823-24.

Por el general Andrés de Santa Cruz, Jefe del Estado Mayor en Cuartel General en Reyes, 7 de agosto de 1824

[párrafos omitidos]
S. E.[Su Excelencia] el Libertador, testigo del valor heroico de los bravos que se distinguieron en el día de ayer, recomienda á la admiración de la América al señor General Necochea, que se arrojó á las filas enemigas con una impetuosidad heroica, hasta recibir siete heridas, al señor General Miller, que con el primer regimiento del Perú flanqueó al enemigo con mucha habilidad y denuedo: al señor Coronel Carvajal, que con su lanza dio muerte á muchos enemigos: al señor Coronel Silva, que en medio de la confusión del combate rehízo parte de su cuerpo, que estaba en desorden, y rechazó los escuadrones que lo envolvían: al señor Coronel Bruix, que con el Capitán Pringles, algunos oficiales y Granaderos de los Andes, se mantuvo firme en medio de los peligros: al Comandante del primer escuadrón del regimiento de caballería de línea del Perú, Suárez, que condujo su cuerpo con la destreza y resolución que honrarán siempre á los bravos del Perú: al Comandante Sowersby, del segundo escuadrón, que gravemente enfermo, se arrojó á las lanzas enemigas hasta recibir una herida: al comandante Blanco, del tercer escuadrón: al Mayor Olavarría y al Capitán Allende, del primer escuadrón del mismo regimiento: al bravo Comandante Medina, Edecán de S. E.: al Capitán Camacaro, de Húsares de Colombia, que con su compañía tomó la espalda de los escuadrones enemigos y les cortó el vuelo de su instantáneo triunfo: á los Capitanes Escobar y Sandoval, de Granaderos; y á los Capitanes Jiménez y Peraza, de Húsares de Colombia: á los Tenientes Segovia y Tapia, y Alférez Lanza, que con el Mayor Braun persiguieron los escuadrones enemigos hasta su infantería.
[párrafos omitidos]

## Proclama de Simón Bolívar a los peruanos
Primera parte de la proclama de Bolívar a los peruanos

¡Peruanos! La campaña que debe completar la libertad ha empezado bajo los auspicios más favorables. El ejército del general Canterac ha recibido en Junín un golpe mortal, habiendo perdido, por consecuencia de este suceso, un tercio de sus fuerzas y toda su moral. 

Los españoles huyen despavoridos abandonando las más fértiles provincias, mientras el general Olañeta ocupa el Alto Perú con un ejército verdaderamente patriota y protector de la libertad.

¡Peruanos! Bien pronto visitaremos la cuna del Imperio peruano y el templo del Sol. El Cuzco tendrá en el primer día de su libertad más placer y más gloria que bajo el dorado reino de sus Incas."

Cuartel General del Ejército Unido de Huancayo, 13 de agosto de 1824.

## Información adicional
- El general Mariano Necochea, que había caído prisionero, fue rescatado por los patriotas, sin embargo la gravedad de sus heridas le impidieron participar de la batalla de Ayacucho.
- Entre los muertos en el ejército patriota estuvo el comandante Carlos Sowersby del segundo escuadrón de húsares, oficial alemán de la Grande Armée de Napoleón, veterano de la batalla de Borodinó en Rusia, que falleció pocos días después a causa de sus heridas.
- Hasta el año 2013 el Glorioso Regimiento Húsares de Junín, del Ejército del Perú, ejerció la función de escolta del Presidente de la República. Actualmente, es uno de los regimientos históricos del Ejército del Perú.
- Luego de la batalla, el general José de La Mar, jefe de la división peruana, mandó llamar al mayor José Andrés Rázuri y tras amonestarle duramente por su indisciplina le dijo: "Debería usted ser fusilado, pero a usted se le debe la victoria".[23]
- Refiere el general Guillermo Miller en sus memorias que por la altitud de la llanura de Junín, el frío fue tan intenso durante la noche del combate casi todos los heridos de ambos bandos perecieron.[24]

## La batalla de Junín en la literatura
- El himno nacional de Colombia, escrito por Rafael Núñez, menciona esta batalla en la sexta estrofa.
- El poeta ecuatoriano José Joaquín de Olmedo, de Guayaquil, escribió un famoso poema sobre la batalla.[25]
- El escritor argentino Jorge Luis Borges escribió un poema sobre el coronel Isidoro Suárez, ancestro del propio Borges por su familia materna.[26]
- El escritor peruano Ricardo Palma escribió una tradición referente a la batalla de Junín en su obra Tradiciones peruanas llamada "El clarín de Canterac".